# Dallas (seriál, 1978)
Dallas je americký televizní seriál, mýdlová opera, vysílaná v letech 1978–1991 na stanici CBS. Ve čtrnácti řadách vzniklo celkem 357 dílů.
V Česku byl seriál vysílán od 5. ledna 1992 do 13. června 1997. První dvě řady byly v roce 1992 uvedeny Československou televizí na stanici F1, zatímco ostatní řady měly premiéru v letech 1995–1997 na TV Nova.

## Děj
Děj seriálu, jehož náplní jsou majetkové intriky, mocenské boje, sex a spletité vztahy, se točí kolem bohaté rodiny Ewingových, majitelů prosperující naftařské firmy Ewing Oil, žijících na ranči Southfork poblíž amerického Dallasu. Rodině vládne pevnou rukou zakladatel firmy Jock Ewing, který má se svou manželkou Eleanor, nazývanou “Miss Ellie”, tři syny: J.R., Garyho a Bobbyho. Již před začátkem seriálu Jock odešel z čela firmy a její řízení přenechal synům J.R. a Bobbymu.
Zamýšleným hlavním hrdinou seriálu měl být nejmladší z bratrů Ewingových Bobby, jehož sňatek s dcerou ze znepřátelené rodiny Pamelou Barnesovou v úvodním dílu nápadně připomíná zápletku z Shakespearova dramatu Romeo a Julie. Diváckou pozornost si ale záhy získala záporná postava J.R. Ewinga coby bezskrupulózního obchodníka, který přivedl heslo “účel světí prostředky” k naprosté dokonalosti.

## Obsazení

### Hlavní role
- John Ross Junior "J.R." Ewing (Larry Hagman) – vychytralý, manipulativní a všeho schopný nejstarší syn Jocka a Ellie Ewingových, sukničkář, šéf rodinné firmy Ewing Oil
- Robert "Bobby" James Ewing (Patrick Duffy) – nejmladší syn Ewingových, povahově pravý opak svého nejstaršího bratra
- John Ross I "Jock" Ewing (Jim Davis) – hlava rodiny Ewingových, zakladatel firmy Ewing Oil
- Eleanor 'Miss Ellie' Southworth Ewing Farlow (Barbara Bel Geddes, Donna Reed) – Jockova manželka, dědička ranče Southfork
- Sue Ellen Shepard Ewing (Linda Gray) – manželka J.R. Ewinga a matka jeho syna Johna Rosse III, bývalá Miss Texas 1968, alkoholička
- Pamela Barnes Ewing (Victoria Principal) – Bobbyho první a druhá manželka, dcera Jockova bývalého společníka a velkého odpůrce Diggera Barnese
- Cliff Barnes (Ken Kercheval) – bratr Pamely, zapřisáhlý nepřítel Ewingových
- Lucy Ewing Cooper (Charlene Tilton) – dcera Garyho Ewinga (prostřední syn Jocka a Miss Ellie), byla vychována svými prarodiči Jockem a Ellie
- Ray Krebbs (Steve Kanaly) – předák na ranči Southfork, nemanželský syn Jocka Ewinga
- Clayton Farlow (Howard Keel) – druhý manžel Miss Ellie
- Donna Culver Krebbs (Susan Howar) – politička, manželka Raye Krebbse

### Vedlejší role
- James Richard Beaumont (Sasha Mitchell) – nemanželský syn J. R. Ewinga
- Jenna Wade (Priscilla Presley) – Bobbyho první vážná známost (před Pamelou), později matka Bobbyho jediného biologického syna Lucase a druhá manželka Raye Krebbse
- Carter McKay (George Kennedy) – šéf firmy Weststar (konkurenta Ewing Oil)
- Gary Ewing (Ted Shackelford) – prostřední syn Jocka a Ellie, "černá ovce" rodiny, psychicky nevyrovnaný, v seriálu se objevuje ojediněle, jeho charakter se rozvíjí v seriálu Knots Landing, který je souběžný s Dallasem, ten se odehrává v Kalifornii, kde Miss Ellie koupí Garymu dům, aby mohl spokojeně žít s novomanželkou Valene, kterou si vzal už podruhé a s kterou má dceru Lucy.

## Řady a díly
Seriál skončil po 357 epizodách v roce 1991, a to z důvodu klesajícího počtu diváků a zhoršené kvality scénářů. Celkově má seriál Dallas 357 dílů, němečtí diváci ale byli ochuzeni o 7 epizod, neboť podle vyjádření německé televize ARD obsahovaly poslední díly příliš sexu, násilí a byly nudné. Proč se Jock objevil na invalidním vozíku nebo proč J. R. chodil o berlích, nevěděli, ARD tyto díly neodvysílala. Český divák ale mohl sledovat všech 357 epizod.
Dallas inspiroval vznik dalších dvou úspěšných seriálů s podobnou tematikou: Falcon Crest (1981–1990) o rodině bohatých kalifornských vinařů a Dynastie (1981–1989), o naftařské rodině Carringtonových z coloradského Denveru.

## Pokračování

### Filmy
Po skončení seriálu byly natočeny s původními herci dva filmy Dallas: J. R. se vrací (1996) a Dallas: Válka Ewingových (1998). Od roku 2004 byla vydávána DVD s tímto seriálem.

### Televizní seriál
V pokračování seriálu Dallas jsou hlavními postavami synové protagonistů původního Dallasu John Ross Ewing III (syn J. R.) a Christopher Ewing (adoptivní syn Bobbyho). Pilotní film se měl natáčet v průběhu roku 2011, přičemž jistí herci z původního seriálu reprízují své staré role (Larry Hagman, Patrick Duffy, Linda Gray). Nové díly (1. řady) měly v USA premiéru v létě 2012. U nás vysílala od 3. ledna 2013 televize Nova, seriál v ČR propadl a po prvních epizodách byl stažen z hlavního vysílacího času.

## Rekordy
Svůj největší úspěch zaznamenal seriál v osmdesátých letech, největší sledovanost pak měla 58. epizoda. V 54. díle, který se vysílal v březnu 1980, byla postřelena hlavní postava J. R. – kdo ho střelil se ale diváci dozvěděli až po letní přestávce. Otázka kdo střílel vyvolala mezi diváky velký rozruch. Tiskla se trička s nápisem "Who shot J.R.?" (Kdo střelil J.R.?) a na jméno viníka se uzavíraly sázky. Když se 21. listopadu 1980 vysílal 55. díl seriálu s rozuzlením zápletky, nenechalo si ho ujít 53 % domácností v USA, což je podíl na sledovanosti 76 %. Toto číslo předběhl poslední díl seriálu MASH, vysílaný 28. února 1983.

## Zajímavosti
- Po skončení Dallasu odešly dvě jeho hvězdy Patrick Duffy a Sasha Mitchell hrát do seriálu Krok za krokem, kde Mitchell opětovně ztvárnil Duffyho synovce.